# Húsipar
A húsipar olyan élelmiszeripari szakágazat, amely az állattenyésztésre épülő élelmiszer-feldolgozás gyártási folyamatát takarja. A TEÁOR '08 szerinti "Húsfeldolgozás, -tartósítás" szakágazat tevékenységeit öleli fel.

## Ebbe a szakágazatba tartozik
- marha, disznó, bárány, nyúl, birka, teve stb. vágóhídi vágása, tisztítása és csomagolása
- a friss (nyers), a hűtött, illetve a fagyasztott hús feldolgozása, hasítással
- a friss (nyers), a hűtött, illetve a fagyasztott hús feldolgozása, darabolással
- a bálna leölése és feldolgozása szárazföldön vagy speciális vízi járművön
- az állati eredetű étkezési zsír és háj kiolvasztása
- az állati belsőség előállítása

## Nem ebbe a szakágazatba tartozik
- az étkezési baromfizsír kiolvasztása
- a gyártástól, kereskedelemtől elkülönült, díjazásért vagy szerződéses alapon végzett húscsomagolás
- a halakból, tengeri állatokból olaj, zsír gyártása

## A magyar húsipar története
A magyar húsipar a 19. század második fele óta számos terméke miatt világhírű. Számos húsipari termék neve földrajzi árujelző oltalom alatt áll, illetve hungarikum.